# Génissac
Génissac é uma comuna francesa na região administrativa da Nova Aquitânia, no departamento da Gironda. Estende-se por uma área de 13,1 km². Em 2010 a comuna tinha 2 003 habitantes (densidade: 152,9 hab./km²).